# Prionospio cristata
Prionospio cristata är en ringmaskart som beskrevs av Foster 1971. Prionospio cristata ingår i släktet Prionospio och familjen Spionidae. Inga underarter finns listade i Catalogue of Life.